# 박롱비섬
백룡비도(Bạch Long Vĩ / 白龍尾)는 베트남 통킹만의 하이퐁과 하이난섬 중간에 위치한 섬이다. 면적은 3.045 평방 킬로미터이며, 행정구역 상으로는 하이퐁시 박롱비현(베트남어: Huyện Bạch Long Vĩ / 縣白龍尾)을 이루고 있다. 중국과의 영토분쟁을 일으켜왔으나, 2004년 베트남 소유임을 중국 정부가 인정하였다.

## 개요
베트남 꽝닌성 번돈현의 하마이섬으로부터 약 70km, 하이퐁시 도선군의 홍자우섬으로부터 약 110km, 중국의 하이난섬으로부터는 약 130km 떨어져 있다. 통킹만의 거의 중앙부에 위치하고 있기 때문에 베트남 어업과 군사적인 지정학적인 측면에서 중요한 역할을 가지고 있다.
중국 측의 사료에 따르면, 중국 국민당군 잔당이 1950년에 패색이 짙은 하이난섬에서 이 섬으로 도망쳐 농성을 했지만, 1955년에 중국 인민해방군에 의해 공략당했고, 중화인민공화국 광동성단저우현의 일부가 되었다. 1957년 가을, 중국 공산당 지도부의 지시에 따라 우호의 증거로 섬에 있는 학교 등 총 22,528.74 위안에 상당하는 고정자산과 함께 베트남(당시 북베트남)에 양도했다.
그러나 조차, 양도 또는 ‘베트남에 의한 강점’ 등 중국 지도부도 다양한 의견이 있기 때문에 그 이후에도 스프래틀리 군도와 파라셀 제도와 함께 영유권 분쟁의 대상이 되었다. 2004년, 중월 양국은 통킹만에서 국경 확정 협상을 가졌고, 중국 정부가 이 섬에 대한 베트남의 귀속을 재확인했다.
영국과 프랑스의 고지도에서는 박롱비섬을 ‘나이팅게일섬’이고 불렀다. 과거 중국에서는 ‘부수주’(浮水洲) 또는 ‘야앵도’(夜鶯島)라고 불렀지만, 현재는 중국에서도 ‘바이롱웨이다오’(白龍尾島)라고 부르고 있다.

## 야생 생물과 생물다양성
이 섬은 철새인 황새, 멧비둘기, 바람까마귀류, 등의 서식지이다. 베트남 현지 당국은 철새들이 이동하는 시기에 이들을 보호하기 위한 여러 프로그램을 시행하고 있다.
섬과 주변 해역에서는 총 1,490종의 동식물이 확인되었다. 이 가운데 육상 식물은 367종, 맹그로브는 17종, 해양 식물성 플랑크톤은 227종, 해조류는 65종, 해초는 1종, 동물성 플랑크톤은 110종, 저서생물은 125종, 산호는 94종, 해수어는 451종이며, 새, 포유류, 양서류, 파충류는 총 45종이 서식한다. 섬과 주변 해역에서는 멸종위기종을 포함한 희귀종 28종이 보고되었으며, 이 중에는 목련속의 육상 식물 2종, 자포동물11종, 연체동물 7종, 척추동물 8종이 포함되어 있다. 해양 척추동물 중에는 혹등고래도 포함되어 있다.